# Kallapura, Channapatna
Kallapura là một làng thuộc tehsil Channapatna, huyện Ramanagara, bang Karnataka, Ấn Độ.